# Pineuilh
Pineuilh – miejscowość i gmina we Francji, w regionie Nowa Akwitania, w departamencie Żyronda.
Według danych na rok 1990 gminę zamieszkiwały 3512 osoby, a gęstość zaludnienia wynosiła 202 osób/km² (wśród 2290 gmin Akwitanii Pineuilh plasuje się na 125. miejscu pod względem liczby ludności, natomiast pod względem powierzchni na miejscu 639.).